# پل گادن
پل گادن (به فرانسوی: Paul Gadenne) نویسنده قرن بیستم میلادی اهل فرانسه است.